# Marie Sophie Schwartz

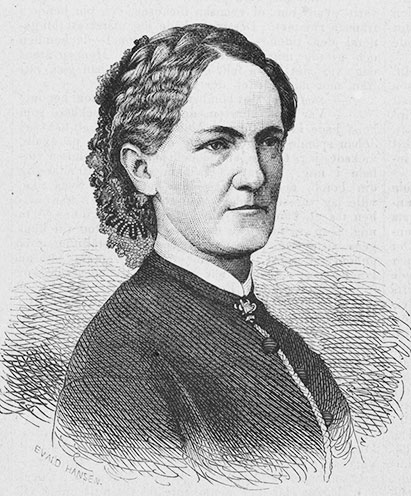
Marie Sophie Schwartz

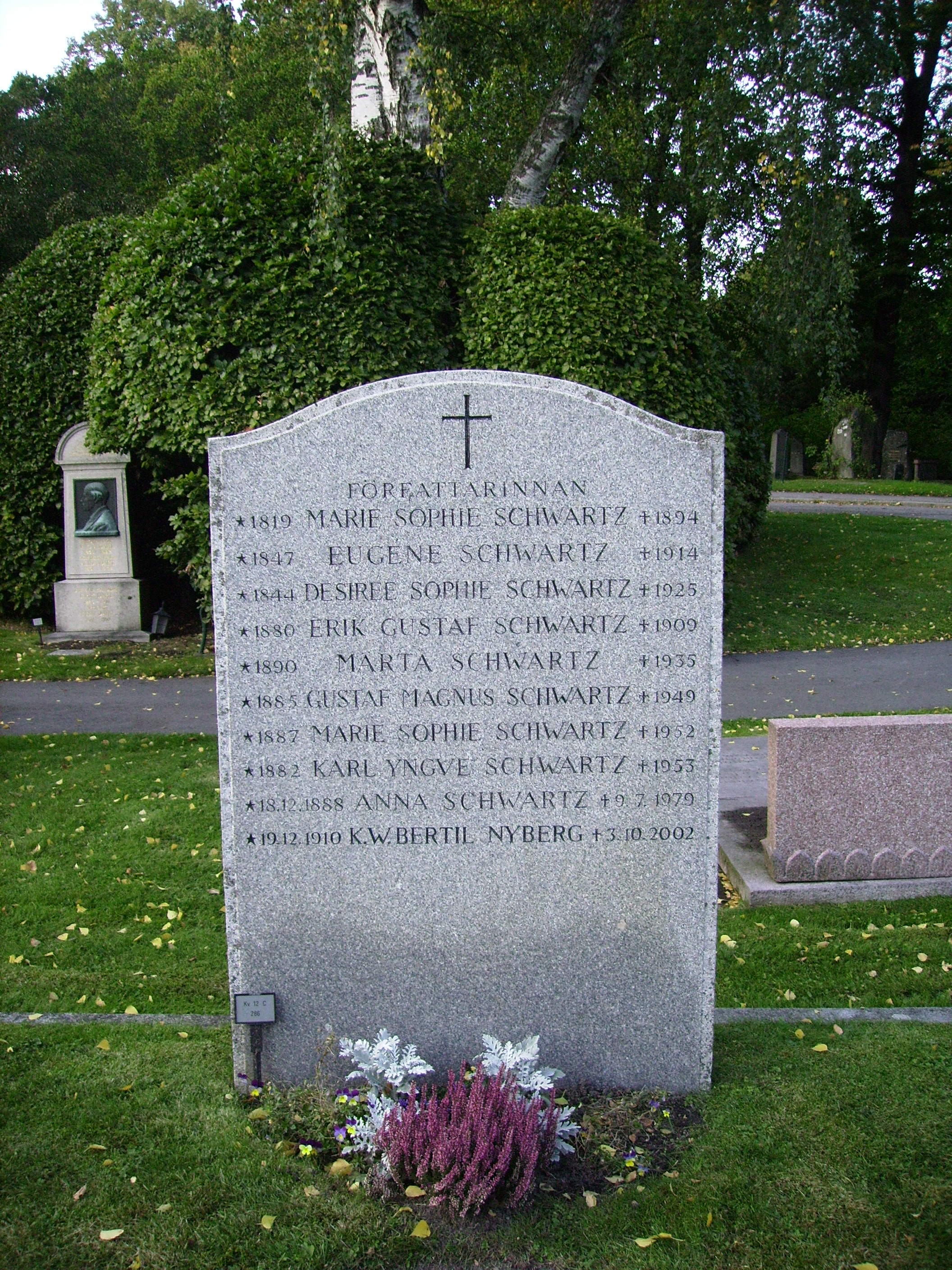
Grabstein des Familiengrabs Schwartz auf dem Norra begravningsplatsen in Stockholm

Marie Sophie Schwartz, geborene Birath (* 4. Juli 1819 in Borås; † 7. Mai 1894 in Stockholm), war eine schwedische Autorin. Sie gilt als die erfolgreichste Schriftstellerin des späten 19. Jahrhunderts in Schweden.

## Leben
Marie Sophie Schwartz war die uneheliche Tochter der Magd Carolina Birath und wahrscheinlich ihres Arbeitgebers, des verheirateten Kaufmanns Johan Daniel Broms in Borås. Sie wurde von dem Zollbeamten Johan Trozig († 1830) und seiner Frau Gustafva Björk in Stockholm adoptiert. Sie hatte eine Adoptivschwester, Albertina Birath, die ebenfalls adoptiert wurde. In ihrer offiziellen Biografie gab sie an, dass Albertina Björk ihre Mutter war und dass ihr Vater vor ihrer Geburt starb und sie in Armut zurückließ, was ihre Adoption erklärte. Ihre Adoptivfamilie war wohlhabend, ging jedoch nach dem Tod ihres Adoptivvaters in Konkurs.
Wohlhabende Verwandte ermöglichten ihr von 1833 bis 1834 eine Ausbildung in einer Pension für Mädchen. In den folgenden Jahren erhielt sie Privatunterricht von Wohltätern und erwies sich als begabte Malerin, die jedoch nach einer Krankheit im Jahr 1837 ihre Malerei aufgab. Von 1840 bis 1858 lebte sie mit Gustaf Magnus Schwartz (1783–1858), Professor für Physik und Technik, zusammen, der formal (wenn auch getrennt lebend) mit einer Katholikin verheiratet war und sie daher nicht heiraten konnte. Dennoch lebten sie offen als „Ehepaar“ zusammen, und sie wurde gemeinhin als „Frau Schwartz“ bezeichnet, obwohl dies nie ihr offizieller Name war, und sie wurde offiziell als seine Frau akzeptiert. Sie wurde die Mutter von zwei Söhnen, Gustaf Albert Schwartz und Eugène Schwartz, und durch den ersteren ist sie die Urgroßmutter von Sven Stolpe.
Marie Sophie Schwartz schrieb schon in jungen Jahren, durfte aber nicht veröffentlichen. Unter dem Pseudonym Fru M.S.S. („Frau M.S.S.“) debütierte sie schließlich 1851. Sie gilt als weibliche Pionierin, denn sie war nach Wendela Hebbe die zweite Frau, die eine feste Anstellung bei einer schwedischen Zeitung erhielt. Von 1851 bis 1859 war sie in der Zeitschriftenabteilung der Zeitung Svenska Tidningen Dagligt Allehanda beschäftigt.
Nach dem Tod von Schwartz lebte sie mit Emelie Krook (1828–1889) in Stockholm, wo Krook und ihre Adoptivschwester Albertina Birath in ihrem Haus eine Privatschule für Mädchen leiteten. Schwartz finanzierte die Ausbildung ihrer Söhne, und als ihr Sohn Albert heiratete und 1876 ein eigenes Haus gründete, stellte sie ihre literarische Karriere ein und zog mit Krook zu ihm.
Marie Sophie Schwartz war eine sehr produktive Schriftstellerin, vor allem nach dem Tod ihres Partners im Jahr 1858, als sie gezwungen war, sich selbst zu versorgen. Sie veröffentlichte zahlreiche Romane in Buchform und in Fortsetzungen. Mit ihrem Werk beteiligte sie sich an der zeitgenössischen öffentlichen Debatte, insbesondere in Bezug auf die soziale Ungerechtigkeit und die Emanzipation der Frau. Sie kritisierte den gesellschaftlichen Snobismus und die Privilegien des Adels und setzte sich für die Rechte und die Befreiung der Frau ein. In ihren Romanen schilderte sie häufig Konflikte zwischen Klasse und Geschlecht im Umfeld des Familienromans. Sie war beliebt und erfolgreich, und ihre Werke wurden ins Dänische, Deutsche, Französische, Englische, Niederländische, Tschechische, Ungarische und Polnische übersetzt. Zu ihren Werken gehören Mannen av börd och qvinnan af folket („Ein Mann von Geburt und eine Frau aus dem Volk“) aus dem Jahr 1858, in dem sie den Snobismus und die Privilegien des Adels kritisierte, und das um 1923 auf Deutsch nachgedruckt wurde, Emancipationsvurmen („Begeisterung für die Emanzipation“) aus dem Jahr 1860, in dem sie sich für die Unabhängigkeit und Befreiung der Frauen einsetzte, und das Positivspelarens son („Der Sohn des Drehorgelspielers“) aus dem Jahr 1863, in dem sie beschreibt, wie jemand, der nur aufgrund seiner Geburt in einem schlechten Ruf steht, sich durch seine persönlichen Taten rehabilitieren kann.
Marie Sophie Schwartz starb 1894 in Stockholm und ist auf dem Norra begravningsplatsen in Solna begraben.

## Werke (Auswahl)
- Alma (1860)
- Amanda (1893) Digitalisat auf litteraturbanken.se
- Arbetet adlar mannen (1859) Digitalisat im Projekt Runeberg
- Arbetets barn (1864)
- Bellmans skor (1865) Digitalisat auf litteraturbanken.se
- Berthas anteckninga (1881)
- Blad för vinden (1879)
- Blad ur kvinnans liv (1859)
- Brukspatronens myndlingar
- Bärplockerskan och andra noveller Sammelband (1916)
- Börd och bildning (1861) Digitalisat im Projekt Runeberg
- David Valdner (1866)
- Davidsharpan i Norden (1894) Digitalisat auf litteraturbanken.se
- De gifta (1871)
- De värnlösa (1852)
- Den rätta (1864)
- Drömmerskan på Kellgrens grav (1866)
- Egennyttan (1854)
- Ellen (1860)
- Elna och andra berättelser Sammelband (1916)
- Emancipationswurmen (1860)
- Ett hämndens offer (1859)
- Ett klöverblad (1860)
- Ett tidens barn (1873)
- Flickan från Corsica (1862)
- En fåfäng mans hustru (1857)
- Fåfängans barn och andra noveller (Sammelband 1915)
- För stunden (1869)
- Författarinnan och hennes man (1864)
- Förtalet (1851)
- Gertruds framtidsdrömmar (1877)
- Guld och namn (1863)
- Han skall gifta sig (1860)
- Hur jag fick mig hustru (1880)
- Kvinnans triumf: livets skola
- Livets skola (1878)
- Den lilla gatsångerskan (1866)
- Liten Karin (1875)
- Mannen av börd och kvinnan av folket (1858)
- Mathilda eller En behagsjuk kvinna (1860)
- Mina levnadsöden (1865)
- Mor och dotter (Följetong i DN 1870)
- Novelletter (1861)
- Passionerna (1853)
- Positivspelarens son (1863)
- Skildringar ur familjelivet (1854)
- Skuld och oskuld (1861)
- Sonsonen (1872)
- Till sist (1876)
- Tre nya berättelser (1862)
- Tvenne familjemödrar (1859)
- Tvenne levnadsmål (Sonderbeilage Svenska tidningen 1855)
- Ungdomskärlek
- Ungdomsminnen (1864)
- Verklighetsbilder (1867)
- Vilja är kunna (1860)
- Vänd bladet (1863)
- Växlande öden (1871)
- Ädlingens dotter (1860) Digitalisat im Projekt Runeberg
- Änkan och hennes barn (1859)
- Är mannens karaktär hans öde? (1860–1861)
- Ögonblicksbilder (1874)